# Бјут Крик Канјон (Калифорнија)
Бјут Крик Канјон (енгл. Butte Creek Canyon) насељено је место без административног статуса у америчкој савезној држави Калифорнија.

## Демографија
По попису из 2010. године број становника је 1.086.
| Група             | 2000.    | 2010.       |
| Белци             | 0 (0,0%) | 974 (89,7%) |
| Афроамериканци    | 0 (0,0%) | 0 (0,0%)    |
| Азијати           | 0 (0,0%) | 18 (1,7%)   |
| Хиспаноамериканци | 0 (0,0%) | 48 (4,4%)   |
| Укупно            | 0        | 1.086       |